# 찌질의 역사
찌질의 역사는 김풍과 심윤수가 매주 금요일에 네이버에 연재하는 웹툰이다. 90년대 남자 대학생들의 이야기를 그린다..

## 등장인물
- 서민기
- 권설하
- 윤설하
- 최대웅(최설하)
- 광재
- 준석
- 기혁